# David MacKay

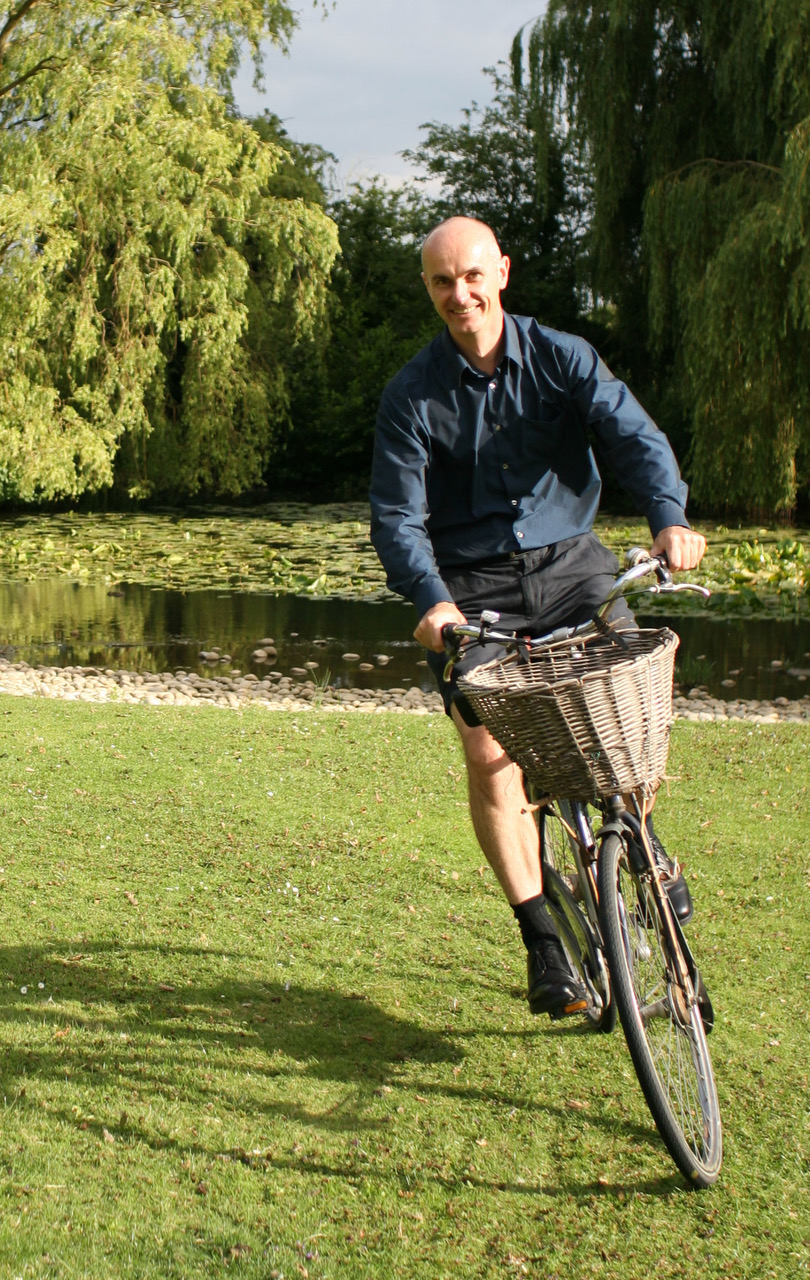
David MacKay

Sir David John Cameron MacKay (* 22. April 1967 in Stoke-on-Trent; † 14. April 2016 in Cambridge) war ein britischer Professor für Ingenieurwissenschaften an der University of Cambridge. 2012 wurde er der erste Regius Professor of Engineering an der University of Cambridge.

## Laufbahn
MacKay erfand das Texteingabesystem Dasher, welches unter anderem die barrierefreie Steuerung von Rechnern ermöglicht. Es steht als freie Software zur Verfügung.
2008 veröffentlichte MacKay das Buch Sustainable Energy – Without the Hot Air, das sich mit dem Energieverbrauch und der nachhaltigen Energieproduktion ohne fossile Brennstoffe beschäftigt. Es wurde unter GNU GPL (freie Software) veröffentlicht.
Im September 2009 wurde MacKay zum leitenden wissenschaftlichen Berater des britischen Ministeriums für Energie und Klimawandel ernannt. 2012 wurde MacKay der erste Regius Professor of Engineering der University of Cambridge. Mehrmals leitete er Kurse am African Institute for Mathematical Sciences im südafrikanischen Muizenberg.
Am 14. April 2016 erlag er seinem Krebsleiden.
MacKay hatte die Erdős-Zahl 2.

## Schriften
- David J. C. MacKay: Information Theory, Inference and Learning Algorithms. CUP 2003, ISBN 0-521-64298-1, (auch online verfügbar)
- David J. C. MacKay: Sustainable Energy – Without the Hot Air. UIT 2008, ISBN 978-1-906860-01-1, (auch online verfügbar)